# Осада Жироны (1808)
Осада Жироны была второй неудачной попыткой французов захватить город Жирона во время Пиренейской войны, являющейся частью наполеоновских войн. Жирона расположена примерно на полпути между франко-испанской границей и Барселоной в Каталонии.

## Осада
Контроль испанцев над Жироной угрожал линиям связи французских войск между Барселоной и Перпиньяном. Императорский французский корпус во главе с Филибером Гийомом Дюэмом попытался отбить Жирону у его испанского гарнизона под командованием Ричарда II О’Донована, в то время полковника. Французы начали обычные осадные действия, но отошли, когда другие испанские силы во главе с графом Калдагесом атаковали их с тыла.
После того, как испанский народ восстал против французской оккупации, Дюэм оказался в полной изоляции в Барселоне. Франко-итальянский корпус был окружен множеством каталонских микелетов (ополченцев), которых поддерживали несколько испанских регулярных подразделений. Когда французский генерал получил известие, что французская дивизия под командованием Оноре Шарля Рея идёт ему на помощь, он решил захватить Жирону. Не сумев взять её штурмом в июне, Дюэм начал осадную операцию, которая была прервана в середине августа нападением Калдагеса. Хотя франко-итальянские войска понесли незначительные потери, Дюэм и его солдаты были обескуражены таким развитием событий и прервали осаду.
В то время как Рей без особого труда отступил в Фигерас, во время отступления солдат Дюэма в Барселону их постоянно преследовали испанские войска и британский флот. К тому времени, когда французские войска прибыли в Барселону, они потеряли артиллерию и были сильно деморализованы. Тем временем император Наполеон I собрал новый корпус под руководством Лорана де Гувиона Сен-Сира, чтобы помочь Дюэму в его затруднительном положении. Следующим сражением Пиренейской войны стала осада Росаса, происходившая с 7 ноября по 5 декабря 1808 года.